# 幻想交響曲
幻想交響曲（げんそうこうきょうきょく、Symphonie fantastique）作品14（H.48）は、フランスの作曲家エクトル・ベルリオーズが1830年に作曲した最初の交響曲。原題は『ある芸術家の生涯の出来事、5部の幻想的交響曲』（Épisode de la vie d'un artiste, symphonie fantastique en cinq parties ）。「恋に深く絶望しアヘンを吸った、豊かな想像力を備えたある芸術家」の物語を音楽で表現したもので、ベルリオーズの代表作であるのみならず、初期ロマン派音楽を代表する楽曲である。現在でもオーケストラの演奏会で頻繁に取り上げられる。
続編として、音楽付きの独白劇という側面の強い“叙情的モノドラマ”『レリオ、あるいは生への復帰』作品14bが書かれており、1832年に『幻想交響曲』の再演と併せて初演されている。

## 概要

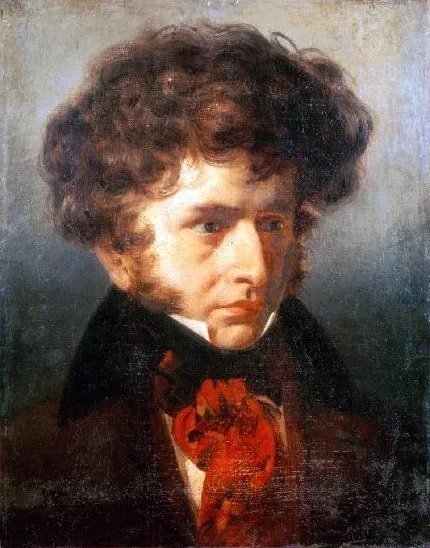
『レリオ、あるいは生への復帰』作品14bの初演と同時に当楽曲が再演された1832年当時のベルリオーズ（エミール・シニョルによる肖像画）

ベルリオーズ自身の失恋体験を告白することを意図した標題音楽である。各楽章に標題が付けられるとともに、1845年版のスコアでは演奏の際には作曲家自身によって解説されたプログラム・ノートを必ず配るようにと要請している（1855年版では、コンサートでの演奏であれば、各楽章の標題が示されていればプログラムは省略可能としている）。
幻想交響曲では、作曲者の恋愛対象（ベルリオーズが恋に落ち、後に結婚したアイルランドの女優ハリエット・スミスソン）を表す旋律が、楽曲のさまざまな場面において登場する。ベルリオーズはこの繰り返される旋律を「イデー・フィクス」（idée fixe、固定観念、固定楽想などと訳す場合もある）と呼んだ。これはワーグナーが後に用いたライトモティーフと根本的に同じ発想といえる。「イデー・フィクス」は、曲中で変奏され変化していく。例えば第1楽章では、主人公が彼女を想っている場面で現れ、牧歌的であるのに対して、終楽章では魔女たちの饗宴の場面で現われ、「醜悪で、野卑で、グロテスクな舞踏」になり、E♭管クラリネットで甲高く演奏される。この主題は、1828年にローマ大賞のために作曲したカンタータ『エルミニー Herminie H29』に登場している。
レナード・バーンスタインはこの曲を、「史上初のサイケデリックな交響曲」だと述べた。これは、この交響曲に幻覚的、幻想的な性質があり、またベルリオーズがアヘンを吸った状態で作曲した（と本人が匂わせている）ことなどによる。

## 作曲の経緯と初演
1827年、ベルリオーズはパリで、イギリスのシェイクスピア劇団による『ハムレット』を観た。その中でオフィーリアを演じたハリエット・スミスソンに熱烈な恋心を抱き、手紙を出す、面会を頼むなどの行動に出る。しかしながら、彼女への思いは通じず、やがて劇団はパリを離れてしまう。ベルリオーズはスミスソンを引きつけるために、大規模な作品を発表しようという思いを抱いていたが、激しい孤独感のなかで彼女に対する憎しみの念が募っていく。彼は間もなく、ピアニストのマリー・モークと知り合い、恋愛関係に発展する。この曲はそのさなかに作曲された。なお、1829年には作曲者によって、交響曲についての文章が発表されている。
1830年4月に当楽曲は書き上げられ、同年12月5日にパリ音楽院で、ベルリオーズの友人であった指揮者フランソワ・アブネックの指揮により初演された。この際に多くの自作曲が併せて演奏されたが、中でも当楽曲は最も注目を集め、第4楽章はアンコールに応えてもう一度演奏されたという。一方で第3楽章は不評だったことから、初演の翌年である1831年にその第3楽章を大幅改訂した。
出版は初演から15年後の1845年であった。その後、1855年までの間に幾度か改訂が重ねられ、特に1855年の版ではプログラム・ノートも含めて大きな変更が加えられている。これとは別に、当楽曲が再演された翌年の1833年にフランツ・リストがピアノ用に編曲し、1834年に出版している。
婚約関係まで進んだベルリオーズとモークは、彼女の母によって1831年に破局させられ、モークはプレイエルの息子カミーユと結婚した。モーク母娘とカミーユを殺害しようとするほどの怒りに駆られたベルリオーズであったが、翌1832年にスミスソンと再会することになる。彼女は当楽曲の再演を聴きに来ていたのである。それをきっかけに、ベルリオーズの心に再び火がつき、今度はスミスソンも彼の愛を受け入れた。ベルリオーズの当初の目的は叶い、2人は1833年に結婚する。
日本初演は、1929年5月9日、日本青年館にて近衛秀麿と新交響楽団（現在のNHK交響楽団）が行った。

## 曲の構成
以下の引用は、1855年版の作曲家自身のプログラムに基づく翻訳である。

### 第1楽章「夢、情熱」 (Rêveries, Passions)
ハ短調→ハ長調。ラルゴの序奏部とソナタ形式の主部からなる。急速な主部に入ると間もなく、フルートとヴァイオリンによって「イデー・フィクス」が奏される。

### 第2楽章「舞踏会」 (Un bal)
イ長調。フルートとオーボエによる「イデー・フィクス」の旋律が随所に現れるワルツの楽章である。最後はテンポを速めて華やかに終わる。複数のハープが華やかな色彩を添える。

### 第3楽章「野の風景」 (Scène aux champs)
ヘ長調。羊飼いの吹く Ranz des vaches はアルプス地方の牧歌（牛追い歌。ロッシーニの『ウィリアム・テル』序曲の第3部参照）。コーラングレ（イングリッシュホルン）と舞台裏のオーボエによって演奏される。この楽章の主要旋律（20小節目からフルートと第1ヴァイオリンとで奏される）は、破棄するつもりだった自作『荘厳ミサ』のGratias agimus tibiや、未完の歌曲 Je vais donc quitter pour jamais, H6（ジャン＝ピエール・クラリス・ド・フロリアンの詩による）でも使用されている。最後に、コーラングレによる牧歌が奏されると、4個のティンパニが遠くの雷鳴を奏し、静かに終わる。

### 第4楽章「断頭台への行進」 (Marche au supplice)
ト短調。1845年版のプログラムでは、ここでアヘンを飲んで夢を見ることになっている。低弦、大太鼓、ホルンによって行進曲が開始される。「イデー・フィクス」は、最後にほんのわずか現れるが、全オーケストラによってかき消されてしまう。

この楽章は、未完に終わったオペラ『宗教裁判官』のために書かれた行進曲の転用である。再利用にあたり「イデー・フィクス」の旋律を追加する変更が加えられた。

### 第5楽章「魔女の夜宴の夢」 (Songe d'une nuit du Sabbat)
ハ長調→ハ短調→ハ長調。標題は「ワルプルギスの夜の夢」と訳される事もある。弦楽器による不気味な音型で始まる。「イデー・フィクス」は、変奏されてクラリネットで奏される。鐘が鳴り、グレゴリオ聖歌『怒りの日』（Dies Irae）がファゴットとオフィクレイドで奏される。弦楽器による急速なロンドとなり、フーガを交えながら、全管弦楽の咆哮のうちに圧倒的なクライマックスを築いて曲が閉じられる。また曲の終結部近くでは弓の木部で弦を叩くコル・レーニョ奏法が用いられている。

## 演奏時間
約55分 - 第1楽章と第4楽章のすべての繰り返しを含む。繰り返し無しでは約50分。

## 楽器編成
| 木管   | 木管                         | 金管                                      | 金管                                      | 打                                        | 打                                                     | 弦                                        | 弦                                        |
| ------ | ---------------------------- | ----------------------------------------- | ----------------------------------------- | ----------------------------------------- | ------------------------------------------------------ | ----------------------------------------- | ----------------------------------------- |
| Fl.    | 2（2番ピッコロ持ち替え）     | Hr.                                       | 4                                         | Timp.                                     | 4台（3楽章1人1台4人、4楽章～2人2台ずつ）               | Vn.1                                      | 15                                        |
| Ob.    | 2（2番コーラングレ持ち替え） | Trp.                                      | 2,（ピストン付き）コルネット 2            | 他                                        | シンバル、大太鼓、小太鼓、 鐘 2（C音と完全4度下のG音） | Vn.2                                      | 15                                        |
| Cl.    | 2（1番E♭管持ち替え）         | Trb.                                      | アルト 1, テナー 2                        | 他                                        | シンバル、大太鼓、小太鼓、 鐘 2（C音と完全4度下のG音） | Va.                                       | 10                                        |
| Fg.    | 4                            | 他                                        | オフィクレイド 2                          | 他                                        | シンバル、大太鼓、小太鼓、 鐘 2（C音と完全4度下のG音） | Vc.                                       | 11                                        |
| 他     |                              | 他                                        | オフィクレイド 2                          | 他                                        | シンバル、大太鼓、小太鼓、 鐘 2（C音と完全4度下のG音） | Cb.                                       | 9                                         |
| その他 | その他                       | ハープ（少なくとも4台あることが好ましい） | ハープ（少なくとも4台あることが好ましい） | ハープ（少なくとも4台あることが好ましい） | ハープ（少なくとも4台あることが好ましい）              | ハープ（少なくとも4台あることが好ましい） | ハープ（少なくとも4台あることが好ましい） |

| お使いのブラウザーでは、音声再生がサポートされていません。音声ファイルをダウンロードをお試しください。 |
| 総譜上の鐘の音 （2段のピアノ譜として書かれている）                                                     |
| お使いのブラウザーでは、音声再生がサポートされていません。音声ファイルをダウンロードをお試しください。 |
| チューブラーベルによる鐘の代用 （作曲者の指定した音高よりも1-3オクターブ高い）                         |

1844年の演奏では、第2楽章でコルネットのオブリガートが追加された。当時のコルネットの名手であるジャン＝バティスト・アルバンのために書かれたと考えられており、現在でもこのパートが演奏されることがある。1855年に全面改訂された際には採用されていない。
幻想交響曲は管弦楽法の面でも、コーラングレ、E♭管クラリネット、コルネット、オフィクレイド、複数のハープ、鐘の交響曲への導入、コル・レーニョ奏法の使用、コーラングレ（イングリッシュホルン）と舞台裏のオーボエの対話、4台のティンパニによる雷鳴の表現など、先進的な点が多く、後世に影響を与えた。これは楽器が改良され、音量面や機構などで大きな向上がなされた結果である。例えば、ベートーヴェンの最晩年にようやく開発されたバルブ・システムによって、金管楽器でも半音階が容易に演奏可能となった。この進取性こそが、ベルリオーズを「近代管弦楽法の父」たらしめている所以でもある。
奏法についても楽譜に細かい指示が書き込まれている。例えば、ティンパニに関してはマレットについて「木」、「皮張り」、「スポンジ（海綿または綿球）」と固さの指示があり、「拍頭の音だけばち2本で、あとは右手だけで」（第4楽章）など叩き方も指定されている。シンバルでも打ち合わせる通常の奏法の他、頭部をスポンジで覆ったマレットで叩くよう指定された箇所もある（指定が脱落している楽譜もある）。
準備が難しい楽器は演奏の際に他の楽器で代用されたり、省略されたりする場合がある。
オフィクレイドは現在は多くチューバで演奏される。
2つの鐘はしばしばチューブラーベルのC5音とG4音（国際式階名表記、以下同じ）で代用されるが、ベルリオーズは低く深い音（C4とG3、またはC3とG2、またはC2とG1、右図の譜例と試聴用サウンドファイル参照）を要求しており、充分に低い音の鐘が用意できない場合はピアノで演奏するようにと指示している。スコア上では鐘のパートが2段のピアノ譜で書かれていることや、求められている音が低いことなどから、むしろ鐘でなくピアノを使うべきだとする見解もある。KOLBERGのtubular bells "Concert"音域を使用するとベルリオーズの理想に近い響きが得られるが、未だチューブラーベルを2オクターブに拡張する試みは低調なのが現実である。
4台以上のハープの指定についても現在では2台で演奏されることが圧倒的に多いが、オリジナル楽器による演奏ではベルリオーズの指示に従うことが多く、なかには6台も使用した演奏もある。
初演の際の楽器の調達について、コーラングレや鐘はオペラ座から、E♭管クラリネットやオフィクレイドは軍楽隊から用意した事実が明らかとなっている。
幻想交響曲で先進的に用いられている楽器とその後世での使用法をみると、コーラングレ（イングリッシュホルン）はドヴォルザークの管弦楽曲など、ワーグナー以降の3管編成によくみられる。また、ワーグナー以降の3管編成は主にバスクラリネットが使われ、E♭管の小クラリネットが本格的に使われるのは、四管編成が用いられるマーラーの交響曲以降、ラヴェルやショスタコーヴィチなどからである。4本のファゴットはヴェルディの「ドン・カルロ」や「オテロ」にも見ることができる。当時フランスではドイツ式のファゴットではなく、フランス式のバッソンが使用されていた（今日でも一部で使用されている）が、フランス式バッソンは音量が小さいため、本数が多めに指定されることがしばしばあった。
2本のコルネットはフランクの管弦楽曲、ドビュッシーの管弦楽曲などで用いられている。ビゼーの「カルメン」でも2本のトランペットかコルネットのどちらかが用いられる。フランス以外でも チャイコフスキーなどのロシア系の作曲家や、ヴェルディの「ドン・カルロ」や「オテロ」などに用例が見られる。オフィクレイドはチューバが発明されるまで使用された金管の低音楽器であるが、2本以上のチューバはリヒャルト・シュトラウスの管弦楽曲に、3本以上はメシアンの管弦楽曲に用例がある。
ティンパニを複数奏者に演奏させるのは、リストのダンテ交響曲やワーグナーの「タンホイザー」、「ローエングリン」、「ニーベルングの指環」、「パルジファル」にみられる。またマーラーやストラヴィンスキー、ショスタコーヴィチ、ベルント・アロイス・ツィンマーマン、ノーノまでのティンパニもこの作品の強い影響下にある。また鐘の使用は、イタリアやロシアのオペラにおける教会などの場面や、マーラーやショスタコーヴィチの交響曲にみられる。
さらに、弦楽器の数の指定は、ワーグナーを経てリヒャルト・シュトラウス、メシアンなどに見られる。複数のハープの指定は、ワーグナーの「ニーベルングの指環」で6台の指定がある他、マーラーやリヒャルト・シュトラウスは2声部で書くことが多いが出来るだけ倍にするようにと指定されていることもある。ブルックナー、メシアンやブーレーズの管弦楽曲でも3台のハープが指定されているものがある。